# ژیزل ایچیه
ژیزل ایچیه (پرتغالی: Giselle Itié؛ ۳ اکتبر ۱۹۸۲) یک هنرپیشه مکزیکی‌الاصل اهل برزیل است.
او پس از واقعهٔ زمین‌لرزه مکزیکو سیتی (۱۹۸۵ میلادی) و هنگامی که کودکی خردسال بود، به همراه والدینش به برزیل مهاجرت کرد.
از فیلم‌ها یا مجموعه‌های تلویزیونی که وی در آن‌ها نقش داشته است می‌توان به بی‌مصرف‌ها اشاره نمود.